# Radoszláv István szerb király
III. Radoszláv István, másképpen (szerbül: Стефан Радослав), (1192 – 1234. szeptember 24.) szerb király 1228-tól haláláig.
II. István fiaként született. Trónraléptekor ortodox szertartással koronázták meg. István vértanú, Szerbia védőszentje tiszteletéből vette fel annak nevét.
Erélytelen uralkodó volt, de emellett kegyetlen. Kiűzte öccsét, Lászlót annak feleségével együtt Szerbiából. Radoszláv feleségének az állami ügyekbe való beavatkozása lázadást idézett elő.
István erre Ragusába menekült és szerzetes lett.